# آتشکده آذرجو
آتشکده آذرجو یکی از آتشکده‌های شهر داراب و در ۱۰ کیلومتری غرب شهر دارابگرد است. آتشکدهٔ آذرجو به شیوهٔ چهارتاقی با گنبدی گرد است که سقف اصلی آن ویران شده‌است. «مقدسی» یکی از رخدادنگاران، آذرجو را شهری از آتش معنا کرده‌است. در برابر این آتشکده، کوه بلندی به نام «حفر سیاه» و چشمه‌ای طبیعی و بزرگ به نام «اغلان‌قز» قرار دارد. آتشکده آذر جو در فاصله یک کیلومتری از روستای کرسیا واقع شده‌است و در تاریخ ۱۷ خرداد ۱۳۸۵ با شمارهٔ ثبت ۱۵۶۰۲ به‌عنوان یکی از آثار ملی ایران به ثبت رسیده‌است.

## نام‌گذاری
وجه تسمیه آن به نام آذرجوی به‌دلیل وجود آتش (که به آن آذر می‌گویند) در این بنا و رود (جوی) روان پرآب در کنار این سازه تاریخی، است. اکنون از رود کناری این آتشکده و استخری که در نزدیکی این بنا وجود داشته اثری بر جای نمانده‌است.

## پیشینه تاریخی
بر پایه روایت مروج‌الذهب مسعودی این آتشکده به دستور اشو زرتشت بنا شده‌است. زرتشت به یستاف شاه دستور داد تا آتش مقدس جمشید را بیابد و یستاف شاه آن را در خوارزم یافت و به دارابگرد آورد و در آنجا آتشکده‌ای بنا نمود و آتش مقدس را در آن نگه‌داری و سپس شهر خرم دارابگرد را بنا نمود. از سال ۳۳۲ هجری قمری نام آن به آتشکده آذرجو تغییر کرد.
در تاریخ ایران شاهی با نام یستاف/یستاسف وجود ندارد. اگرچه مسعودی در مروج الذهب و معادن الجواهر، الجزء الثانی، ص196 از یستاسف شاه به عنوان بنیانگذار آتشکده آذرجو نام برده که به فرمان زرتشت آتش را به دارابگرد در فارس برد، اما در یک صفحه قبل از آن (ص195) از عبارت «بهمن بن اسفندیار بن یستاسف» استفاده کرده و معلوم است که منظور او «گشتاسپ» بوده است.

## ویژگی‌های معماری
این اثر که یک چهارتاقی به جامانده از روزگار ساسانی است همانند همهٔ چهارتاقی‌های روزگار ساسانی دارای پلانی مربعی است. این سازهٔ تاریخی خاموش از لاشه‌سنگ با ملاط گچ دست‌کوب ساخته‌شده‌است. بدنه داخل اثر، گچ‌اندود بوده که پهنای لایه‌های گچی آن ۵ سانتیمتر است. گفتنی است چهارتاقی‌ها سازه‌هایی بوده‌اند که بیشتر کاربری مذهبی داشته‌اند. آتشکده، سازهٔ زادبومی ایرانی است که اگر به آن توجه شود ارزش آن نمودار خواهد شد. هرگاه به ارزشمندی آتشکده‌ها پی برده شود، می‌توان امیدوار بود که آتشکده‌ها هم مانند ساختمان‌های دیگر بازسازی شوند و این بخش از معماری ایرانی برای آیندگان به یادگار بماند. در کنار ان دو حلقه چاه سنگی در دل کوه تراشیده‌اند که از آن‌ها به عنوان مخزن اب برای دو آسیاب که در زیر ان قرار دارد استقاده می‌شده‌است.
مصالح به کار رفته در این سازه از سنگ و گچ بوده و نمای آن با آجرهایی مربع‌شکل تزیین شده‌است. این چهارطاقی در سده گذشته دارای گنبد بوده که امروزه به درون آن فرو ریخته‌است. سقف گنبدی‌شکل آتشکده آجری بوده و با بلندایی نزدیک ۱۲ متر بر بالای سکوی مربع شکلی از سنگ و گچ برپا شده بوده‌است. سقف گنبدی بنا از نظر معماری حایز اهمیت بوده و جزو نخستین گنبدهای ایرانی به‌شمار می‌رفته‌است.

## نوشته‌ها و گفتاوردها دربارهٔ آتشکده آذرجو
واژهٔ «دار» به معنی پرورنده‌است و داراب یعنی پرورندهٔ آب. داراب به‌دلیل فراوانی چشمه‌های آب گوارا و رودخانه‌های بسیار به این نام خوانده‌شده‌است. این ایالت را دارابجرد که در اصل دارابگرد است نیز می‌گویند و در شاهنامه فردوسی نیز این‌گونه آمده‌است. این شهر را داراب کیانی پسر بهمن بساخت و گرد به معنی شهر باشد و جرد معرب آن است. برپایهٔ مستندات تاریخی ساختار شهر دارابگرد از آن روزگار هخامنشیان است و این شهر را داراب بزرگ که در تاریخ ادبیات ایران از وی به نام داریوش بزرگ یاد می‌شود ساخته و پرداخته‌است. مشهور است که داراب بزرگ دوازده سال سلطنت کرد و شهر دارابگرد (داراب) از بناهای اوست. در شاهنامه دربارهٔ دارابگرد چنین آمده‌است:
| چو دیوار شهر اندر آورد گرد |  | ورا نام کردند داراب‌گرد     |
| ز هر گوشه‌ای کارگر خواستند  |  | همه شهر از ایشان بیاراستند |

دارابگرد به گونه‌ای گرد ساخته شده ودیوار بزرگی به بلندای شش‌متر گرداگرد شهر را فراگرفته‌است. برای ساختن این دیوار از مخلوط سنگ با خاک و گل رس سود جسته شده‌است. خاک دیوار بسیار چسبنده‌است به همین شوند فرسایش و ریزش آن به کندی صورت می‌گیرد.
ابن بلخی دربارهٔ دیوار دارابگرد می‌نویسد: «شهری مدور چنان‌که به پرگار کرده‌اند و حصاری محکم دارد.»
در پیرامون شهر دارابگرد خندق بزرگی کنده‌اند که برای پاسداری بهتر از شهر و پیشگیری از یورش دشمن بوده‌است. ژرفای این خندق نزدیک به ده متر و پهنای آن ۶۵ متر است.
برپایهٔ نوشته‌های یکی از رخدادنگاران به‌نام استخری، درون خندق، گیاهان و خارهایی می‌روییدند که چنان‌چه افرادی وارد آن می‌شدند با پیچیدن به دور پاهایشان امکان شنا و گذر از خندق را از آن‌ها می‌گرفته‌است.
ابن‌حوقل نیز می‌نویسد: «دارابجرد خندقی دارد که به سبب زهاب‌ها و چشمه‌های بسیار، آب‌های فراوان در آن گرد می‌آید و در آن گیاهانی است که چون ستور یا انسانی به آن داخل شود بر او می‌پیچد و او را از حرکت بازمی‌دارد چنان‌که جز به کوشش و رنج فراوان نمی‌توانند رها گردند.»
در این خندق همچنین ماهیانی بوده‌اند که استخری در توصیف آن‌ها می‌نویسد: «در خندق دارابگرد ماهی‌ای خیزد سرخوش و هیچ استخوان ندارد.» میرزا حسن فسایی و فرصت‌الدوله شیرازی که نزدیک به ۱۰۰ سال پیش از خندق دارابگرد دیدن کرده‌اند، نوشته‌اند که خندق هنوز پرآب است. تا بیست سال پیش نیز این خندق دارای آب بوده و جایگاه زیست فصلی گونه‌های گوناگونی از پرندگان همچون مرغابی و لک لک.
هم‌اکنون آب خندق خشک شده‌است و تنها در سال‌هایی که بارش باران بسیار است، اندکی آب در آن می‌آید.
دارابگرد هم‌اکنون خالی از سکنه‌است و مردمان در جایی به نام داراب در نزدیکی همین شهر تاریخی زندگی می‌کنند.

## آسیب‌ها و ویرانی بنا
از آنجا که این آتشکده مسیر و جاده‌ای مناسب ندارد بازدیدکننده چندانی هم نداشته و ناشناخته باقی مانده‌است. بنای آتشکده که روزگاری محلی برای آیین‌های مذهبی مردم فارس و مکان زندگی بوده درحال حاضر به نیمه‌ویرانه‌ای متروک تبدیل شده‌است. با اینکه مجموعه چهارطاقی آذرجو یکی از برجسته‌ترین چهارطاقی‌های ساسانی در فارس است، این بنا به‌دلیل آسیب‌های جدی تقریباً درحال تبدیل به تلی از خاک است و ساختار کلی این بنای تاریخی تقریباً از بین رفته. به‌دلیل بی‌توجهی‌ها این اثر ملی سال‌هاست به حال خود رها شده و متروک مانده‌است. آوار دیوارهای این آتشکده را تا نیمه فرا گرفته‌است و گنبد آن ریخته‌است و اگر چاره‌ای برای بازسازی و مرمت آن اندیشیده نشود بنا به زودی کلا فرو خواهد ریخت.